# イングリッド・バーグマン
イングリッド・バーグマン（典: Ingrid Bergman, 1915年8月29日 - 1982年8月29日）は、ヨーロッパとアメリカで活躍したスウェーデン出身の女優。

## 業績
アカデミー賞を3回、エミー賞を2回、トニー賞の演劇主演女優賞の受賞経験があり、AFI（アメリカン・フィルム・インスティチュート）選定の「映画スターベスト100」の女優部門では第4位となっている。
バーグマンはアメリカで女優として成功をおさめる以前から、スウェーデンでは名を知られた女優だった。バーグマンがアメリカ映画に初出演したのは、スウェーデン映画の『間奏曲』をリメイクした『別離』（1939年）である。その際立った美貌と知性でアメリカ映画に「北欧からの瑞々しい息吹」を吹き込んだバーグマンは、すぐさま「アメリカ人女性の理想」となりハリウッドを代表する女優の一人となったと『ポピュラーカルチャー百科事典』(en:St. James Encyclopedia of Popular Culture)に記されている。
映画監督ヴィクター・フレミングがリメイクした映画『ジェキル博士とハイド氏』（1941年）に出演したバーグマンは、後に自身をハリウッドへ招く映画プロデューサーのデヴィッド・O・セルズニックに認められた。セルズニックはバーグマンのことを、今までともに仕事をしてきた中で「もっとも完成された誠実な女優」と評価している。セルズニックはバーグマンに7年間の出演契約を提示し、その後の女優活動をプロデューサーとして支えていくことになる。バーグマンがセルズニックとは無関係に出演した映画には『カサブランカ』（1942年）、『誰が為に鐘は鳴る』（1943年）、『ガス燈』（1944年）、『聖メリーの鐘』（1945年）『汚名』（1946年）、『山羊座のもとに』（1949年）があり、独立系映画としては『ジャンヌ・ダーク』（1948年）がある。
ハリウッド進出以来、10年間にわたってアメリカでスター女優の地位を守り続けたバーグマンは、1950年にロベルト・ロッセリーニが監督するイタリア映画『ストロンボリ』に主演した。この作品がきっかけとなり、バーグマンとロッセリーニはともに既婚者であったにもかかわらず、不倫関係を持つようになる。この不倫関係とその後の二人の結婚は大きなスキャンダルとなり、バーグマンはその後の数年間アメリカに戻ることができなくなった。1956年の『追想』でハリウッドに復帰したバーグマンは、この映画でアカデミー主演女優賞を受賞するとともに、旧来のファンもバーグマンを許したといわれている。バーグマンに関する私生活や映画関連の文献は、ウェズリアン大学のシネマ・アーカイブが多く所蔵している。

## 前半生（1915年 - 1938年）

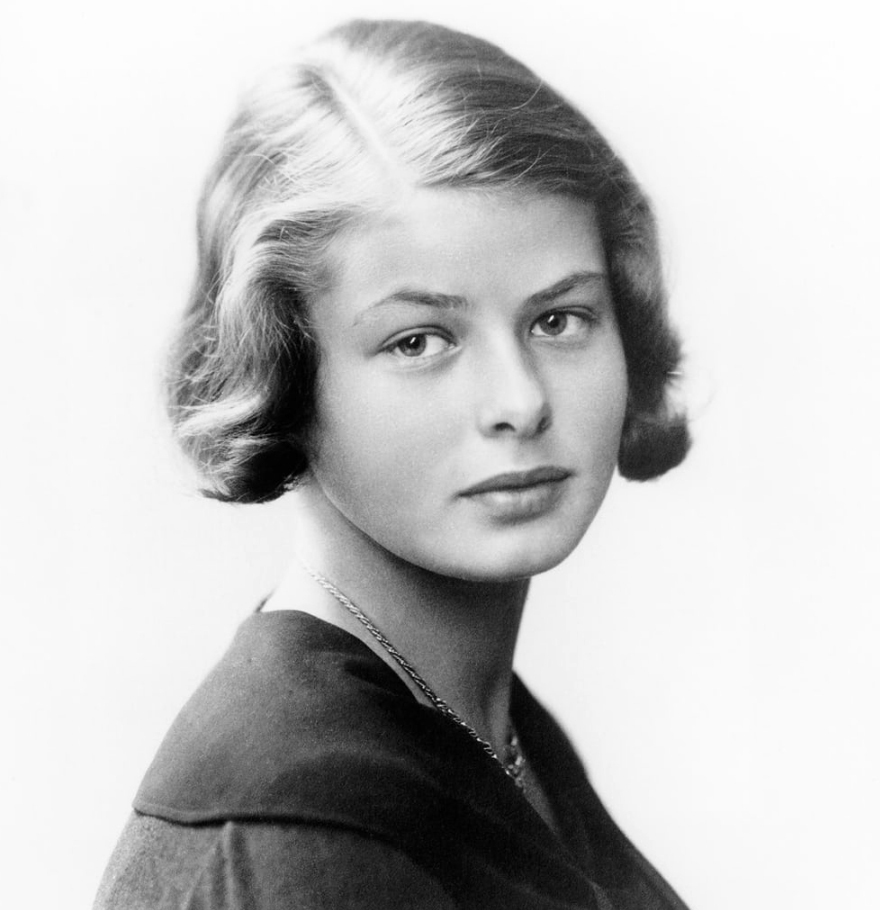
14歳のバーグマン。

バーグマンは1915年8月29日にスウェーデンのストックホルムで生まれ、スウェーデン王女イングリッド・アヴ・スヴェーリエにちなんでイングリッドと名付けられた。 Ingrid Bergman はスウェーデン語ではインリド・ベリマン [ˈɪŋːrɪd ˈbærjman] [2] と発音される。 父親はスウェーデン人ユタス・ベリマンで、母親はドイツ人フリーデル・アドラー・ベリマンである。バーグマンは3歳のときに母親を、13歳のときに芸術家・カメラマンだった父親を失った。生前の父親はバーグマンがオペラ歌手になることを望んでいたため、バーグマンは3年間声楽を学んでいる。しかしながら「最初から女優の道に進むことを夢見ていた」バーグマンは、誰もいない父親の写真スタジオで亡き母のドレスを身にまとって一人芝居を演じることもあった。バーグマンの父親は死去するまで、誕生日には毎年バーグマンの写真を撮影していた。

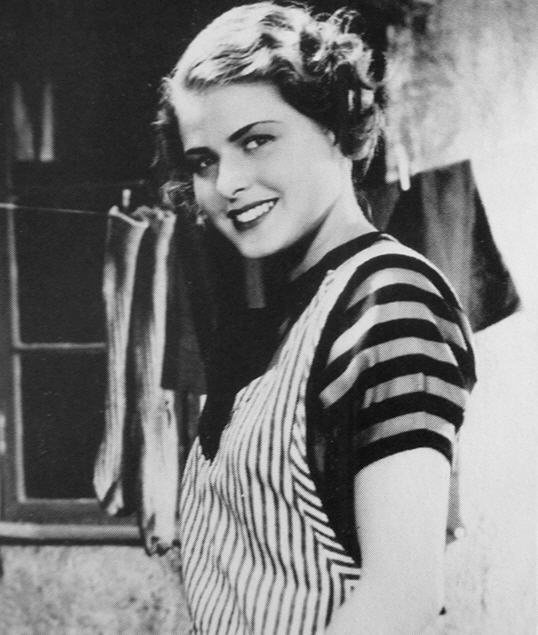
バーグマンが初めて出演した映画『ムンクブローの伯爵』より。1934年に撮られた写真で、当時のバーグマンは19歳だった。

父親の死後バーグマンは叔母に引取られたが、この叔母も心臓合併症のために6カ月後に死去してしまう。そしてバーグマンは5人の子持ちの叔母フルダと叔父オットー夫妻の家に身を寄せた。バーグマンにはエルザ・アドラーという名前の叔母もおり、この叔母が11歳のバーグマンに生母フリーデルにはおそらく「ユダヤ人の血が混じっている」ことを最初に告げた人物である。ただし父ユストは結婚前からこのことを知っていた。エルザは、バーグマンがもしこの血筋を他人に話すようなことがあれば「ちょっと厄介なことになるかもしれない」と忠告している:294。
バーグマンは17歳のときに、ストックホルムの王立ドラマ劇場 (en:Royal Dramatic Theatre) の役者になるためのオーディション参加を一度だけ許可された:30–31。バーグマンはこのときのオーディションの様子を次のように回想している。
しかしながら、このバーグマンの落胆は尚早だった。後にこのオーディションの審査員の一人がバーグマンのもとを訪れ、審査員たちがバーグマンの演技をどのように評価したのかを伝えた。
オーディションに合格したバーグマンは国からの奨学金を受け、王立ドラマ劇場付属の演劇学校へ入学した。この演劇学校は、数年前までグレタ・ガルボが同じような奨学金を得て学んでいた学校でもあった。バーグマンは入学した数カ月後に、ジークフリード・シーウェルツの戯曲『犯罪 (Ett Brott)』に出演している。しかしながらこのバーグマンの行動は、演劇学校の「慣例とは全く相容れない」ものだった。この演劇学校では、少なくとも3年間演技を学んでからでないと外部の作品に出演してはならないという不文律があったためである:33。バーグマンは最初の夏休みにも映画スタジオからの仕事を受けた。そして一年後に、映画女優に専念するために通っていた演劇学校を退学した。退学後にバーグマンが得た最初の出演作は1935年に公開された『ムンクブローの伯爵』である（1932年の映画『Landskamp』でエキストラとしての出演経験はあった）。その後バーグマンは、1941年にジョーン・クロフォード主演で『女の顔』という題名でリメイクされることになる『女の顔 (sv:En kvinnas ansikte)』（1938年）の主役アンナ・ホルムを始め、12本のスウェーデン映画に出演したほか、ドイツ映画の『4人の仲間 (de:Die 4 Gesellen)』（1938年）にも出演している。

## ハリウッド時代、1939年 - 1949年

### 『別離』（1939年）
バーグマンが初めてアメリカに渡ったのは1939年のことで、アメリカ映画『別離』（1939年）に出演するためだった。『別離』はバーグマンが主演した1936年のスウェーデン映画『間奏曲』の英語版リメイク作品で、ハリウッドの映画プロデューサーのデヴィッド・O・セルズニックが、バーグマンをハリウッドに招いて製作した映画である。この映画でのバーグマンの役は、レスリー・ハワード演じる名ヴァイオリニストのピアノ伴奏者で、妻子あるこのヴァイオリニストとの恋愛関係に落ちていくというものだった。自身が英語をろくに話すことができないことと、アメリカの観客からの受けも不明瞭だったため、バーグマンはアメリカで出演する映画は『別離』が最初で最後で、すぐにスウェーデンに戻るものと思い込んでいた。バーグマンの夫で歯科医のペッテル・リンドストロームはスウェーデンに残っており、1938年に生まれた一人娘であるピアとともにバーグマンの帰国を待っていたという背景もあった:63。
『別離』の撮影のためにバーグマンは1939年5月6日にロサンゼルスへ到着し、宿泊先が見つかるまでセルズニックの家に滞在した。当時まだ子供だったセルズニックの息子ダニーは、セルズニックがバーグマンについて「英語が話せない、背が高すぎる、名前があまりにドイツ風だし眉も太すぎる」という欠点を挙げていたと語っている。しかしながら、このようなセルズニックの懸念は外れ、バーグマンは外見も名前も変えることなく、すぐにアメリカの観客たちに受け入れられた:6。『ライフ』誌はバーグマンの特集記事で「彼（セルズニック）が彼女（バーグマン）を成功へと導いた」と指摘している。セルズニックはバーグマンが、どこの誰だか分からなくなるくらいに厚化粧を施すハリウッドのメイクアップアーティストたちに恐怖心を抱いていることを知っており、バーグマンのことを「そっとしておくように指示」した。またセルズニックはバーグマンが持つ天性の美貌が「人工的に飾り立てた」ハリウッドの女優たちに勝るとも劣らないことも確信していた。当時のセルズニックは『別離』と並行して『風と共に去りぬ』の製作も手がけていた。このときにセルズニックは広報担当のウィリアム・ハーバートに、バーグマンの印象を綴った書簡を送っている。

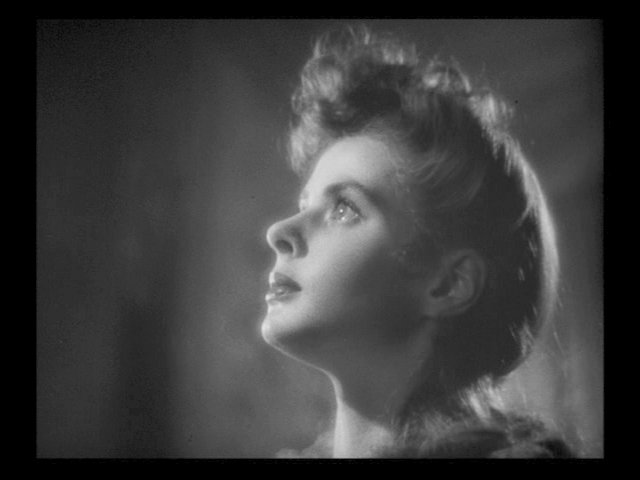
『ジェキル博士とハイド氏』の予告編より。1941年。

『別離』は大きな興行的成功を収め、バーグマンは一躍人気女優となった。『ライフ』誌の特集記事によると、監督のグレゴリー・ラトフ (en:Gregory Ratoff) はバーグマンを「まったく驚くべき」女優であると評した。さらに『ライフ』誌には、撮影現場の作業員たちがバーグマンのためならば自身の仕事を後回しにしかねないほどに心酔し、さらに共演者やスタッフも「すぐに（バーグマンに）信頼を寄せるようになり、彼女の演技の方向性や台詞まわしに細心の注意を払うようになった」と記されている。イギリス人映画評論家ディヴィッド・トムソン (en:David Thomson (film critic)) はバーグマンが「大きな衝撃をハリウッドとアメリカに与えた」とし、化粧っ気のないその容貌が「気高い雰囲気」づくりに貢献したと指摘している。『ライフ』誌には、バーグマンがハリウッド映画に出演してからは、背が高く（バーグマンの身長は約175cm)「栗色の髪と青い目を持つ女性は、極度に内気ではあるけれど、内心は親しみやすく温かで、誠実かつ控えめな笑顔の持ち主」という一般的な印象を持たせるまでになったと記されている。セルズニックはバーグマンの独自性を高く評価し、その妻アイリーン (en:Irene Selznick) とともに、女優バーグマンの全キャリアに渡ってかけがえのない友人となっていった:76。

### 『カサブランカ』（1942年）

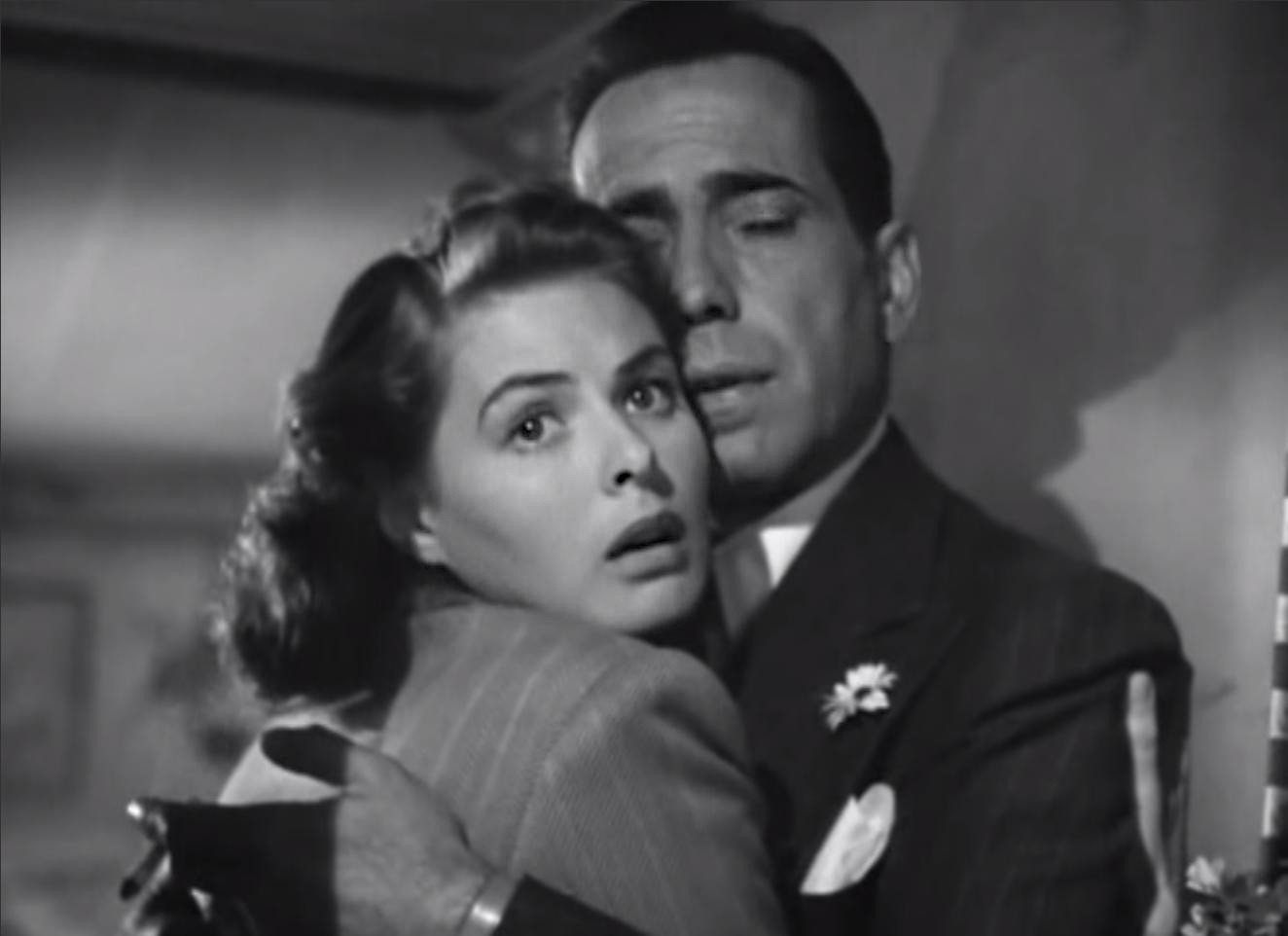
『カサブランカ』（1942年）

第二次世界大戦が勃発したときにバーグマンは、ドイツで『4人の仲間 (Die vier Gesellen)』に出演したことを「間違った選択だったと自責の念にかられ」るようになった。バーグマンの伝記作家の一人シャーロット・チャンドラーは2007年の著書で、バーグマンはナチスを「一過性の異常な状態で、まじめに受け止めるにはあまりに馬鹿げている」と考えており、ドイツが戦争を始めることはありえず「ドイツの良識派が戦争を容認するはずがない」と信じていたとしている。さらにチャンドラーは「イングリッドは終戦時にドイツにいたことについて生涯にわたって罪悪感を感じており、ナチスの絶滅収容所を誰かと訪れることに恐怖感を抱き続けていた」と書いている:293–295。
スウェーデンで最後の映画に出演した後、1941年にバーグマンは『四人の息子』、『天国の怒り』、『ジェキル博士とハイド氏』の3本のアメリカ映画に出演し、どの作品も大きな成功を収めた。翌1942年には、現在でもバーグマンの代表作と目されている『カサブランカ』でハンフリー・ボガートと共演した。『カサブランカ』の舞台はナチスの影響力が及ばない中立地帯であるフランス領モロッコのカサブランカで、バーグマンはポール・ヘンリードが演じた反ナチス地下組織の指導者ヴィクター・ラズローの妻である美しいノルウェー人女性イルザ役を演じた。世評とは裏腹にバーグマン自身は『カサブランカ』に必ずしも満足しておらず「私は多くの映画に出演し、なかには『カサブランカ』よりも重要な役も演じてきたつもりです。しかし人々が話題にしたがるのはボガートと共演した映画のことばかりなのです と語ったこともある。しかしながら後にバーグマンは「すでに『カサブランカ』は独り歩きしている映画なのでしょう。人々を惹き付ける不思議な魅力を持つ作品で、映画に求められていた想いを十分に満足させることができる作品といえます」とも語っている:88。ただし晩年には、「こんなに良い映画だったんですね」と言っている。

### 『誰が為に鐘は鳴る』（1943年）
バーグマンは1943年に、自身初のカラー映画作品となる『誰が為に鐘は鳴る』にマリア役で出演し、初めてアカデミー主演女優賞にノミネートされた。『誰が為に鐘は鳴る』は、アメリカの文豪アーネスト・ヘミングウェイの同名小説『誰がために鐘は鳴る』を原作とした映画である。原作の映画化権がパラマウント映画に売却されたときに、原作者のヘミングウェイは「この役を演じるのはバーグマン以外にありえない」と言い切った。ヘミングウェイはバーグマンと面識はなかったが、アメリカでの初主演作『別離』でバーグマンのことを知っていたのである。数週間後この二人は顔を合わせ、バーグマンのことを理解したヘミングウェイは「貴女はマリアだ！」と叫んだ。

### 『ガス燈』（1944年）

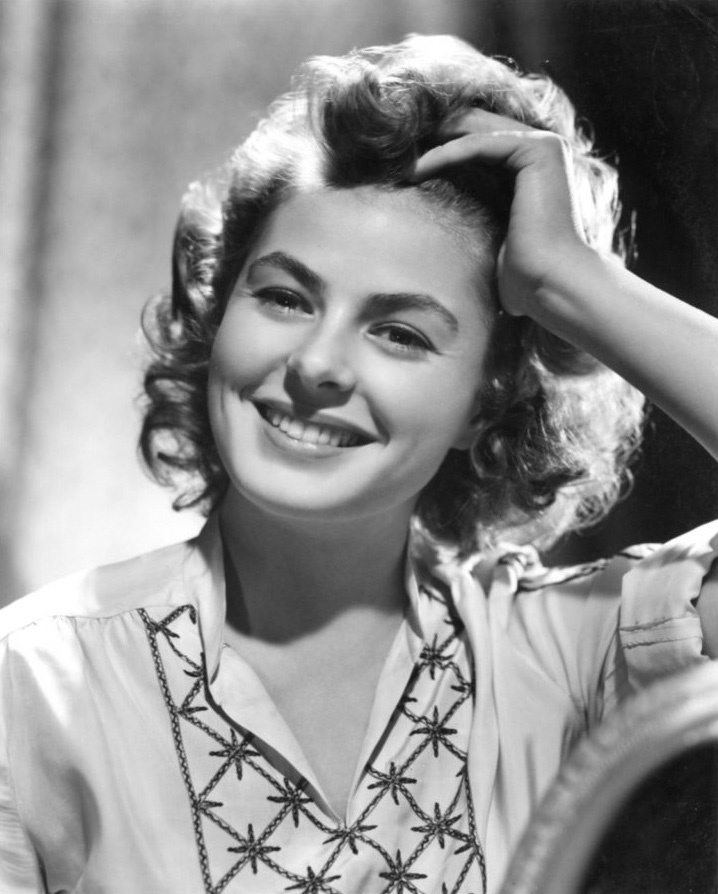
『ガス燈』（1944年）の宣伝用写真

バーグマンは1944年に出演した『ガス燈』で初のアカデミー賞となる主演女優賞を受賞した。『ガス燈』ではシャルル・ボワイエと共演し、監督のジョージ・キューカーはバーグマンに「狂気へと堕ちていく人妻」という演技を求めた。映画評論家トムソンはこの『ガス燈』がバーグマンの「ハリウッドでの全盛期だった」としている:77。バーグマンは1945年に『聖メリーの鐘』にビング・クロスビーの相手役として出演し、3回目のアカデミー主演女優賞にノミネートされている。

### ヒッチコック映画

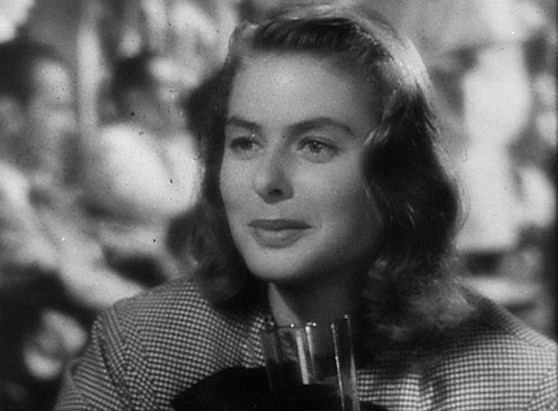
『汚名』（1946年）

バーグマンは『白い恐怖』（1945年）、『汚名』（1946年）、『山羊座のもとに』（1949年）と、3本のアルフレッド・ヒッチコックの監督映画作品に出演している。これらの映画のうち史劇の『山羊座のもとに』だけがカラー作品だが、『白い恐怖』や『汚名』ほどには評価の高い作品とはいえない。また、バーグマンは1940年代に俳優、演出家マイケル・チェーホフのもとで演技を学んでいた。チェーホフはバーグマンが主演した『白い恐怖』にブルロフ役で出演しており、これがチェーホフ唯一のアカデミー賞のノミネートとなっている。

### 『ジャンヌ・ダーク』（1948年）
バーグマンは1948年に公開された『ジャンヌ・ダーク』でもアカデミー主演女優賞にノミネートされた。この作品はマクスウェル・アンダーソンの戯曲『ロレーヌのジャンヌ』を原作としたもので、ウォルター・ウェンジャー製作、ヴィクター・フレミング監督、RKO配給の独立系映画作品である。バーグマンがこの映画で主役を射止めたのは、以前に戯曲版の『ロレーヌのジャンヌ』をブロードウェイの舞台で演じていたことも理由の一つとしてあげることができる。しかしながら『ジャンヌ・ダーク』は興行的成功を収めたとはいえない。この作品の公開中に、バーグマンとイタリア人映画監督ロベルト・ロッセリーニとの不倫スキャンダルが明るみに出てしまったことにもその一因があった。さらに映画関係者からの評価もよくなく、複数のアカデミー賞にノミネートされ、撮影賞と衣装デザイン賞を受賞したが、最優秀作品賞を受賞することはできなかった。公開時にはオリジナルのストーリーから45分がカットされていたが、1998年にもとの長さに復元され、2004年にはこの完全版がDVDでリリースされている。
ハリウッドでのバーグマンは映画だけでなく舞台にも出演していた。『リリオム』、『アンナ・クリスティ』(en:Anna Christie)、そして『ロレーヌのジャンヌ』である。『ロレーヌのジャンヌ』のプロモーションのためにワシントンD.C.で開催されたプレス・カンファレンスの場で、バーグマンは自身が出演していた劇場で直接目にした、人種差別事件を非難したことがある。この出来事は大きな注目を集め、嫌がらせの手紙がバーグマンに届いたこともあった。またバーグマンは第二次世界大戦中にアラスカのアメリカ陸軍を慰問したことがある。さらにバーグマンは軍の慰問でヨーロッパにも渡り、戦争が引き起こす荒廃を目の当たりにした。カメラマンのロバート・キャパと知り合ったのもこの時期のことで、二人は一時期不倫関係にあったともいわれている。

## 私生活
バーグマンは1937年に21歳で歯科医のペッテル・アロン・リンドストロームと結婚し、翌1938年9月20日には娘のピアが生まれた。『別離』の完成後にいったんスウェーデンに戻っていたバーグマンだったが、1940年に再びアメリカへ渡り、ブロードウェイで舞台女優を続けてハリウッドでの映画出演に備えていた。1941年には夫リンドストロームと娘ピアがアメリカを訪れ、ニューヨークのロチェスターに滞在している。このアメリカ滞在中にリンドストロームはロチェスター大学で薬学と外科学を学び学位を取得した。バーグマンはニューヨークに小さな家を借りて脳神経外科の研修医に転じた夫のリンドストロームと娘を住まわせ、撮影の合間を見つけてはニューヨークを訪れ、数日間から数ヶ月間にわたって家族との時間を持っていた。
『ライフ』誌の記事では「リンドストロームは自身こそが家長であり、バーグマンも喜んでそのことを認めていると考えていた」とし、リンドストロームが「ハリウッドで飾りたてられた人工的な美女と関連性を持って見られることを毛嫌いしていた」ために、バーグマンは女優としての生活と私生活とをはっきりと分けていると断言していたと書かれている。リンドストロームは後にニューヨークからサンフランシスコへと居を移し、当地の私立病院でインターンシップを終えている。そしてバーグマンも映画出演の合間にサンフランシスコを訪れて、家族と共に過ごす生活を続けた。
リンドストロームは後年、超音波を使い出血しにくい手術の術式を考案し高名な脳外科医となり、アメリカ各地の病院に勤務を続ける傍ら、複数の大学で教鞭を取りユタ大学の教授を務めた。
バーグマンは1950年にイタリア映画『ストロンボリ』に主演し、この作品の撮影中に不倫関係となった監督ロベルト・ロッセリーニとのスキャンダルが原因でハリウッドを離れヨーロッパへと戻った。そして『ストロンボリ』が公開されたのと同じ月の1950年2月2日に、バーグマンとロッセリーニの間には息子ロベルティーノが生まれている。ロベルティーノが生まれてから一週間後にバーグマンはリンドストロームと離婚し、メキシコでロッセリーニと再婚した。1952年6月18日には双子の娘イゾッタ・イングリッドとイザベラが生まれた。しかしながら1957年にバーグマンとロッセリーニは離婚した。翌1958年にバーグマンは富裕なスウェーデン貿易商一家出身の演劇プロモータのラルス・シュミットと結婚したが、この結婚も1975年に破局している。

## ロッセリーニとのイタリア時代（1949年 - 1957年）

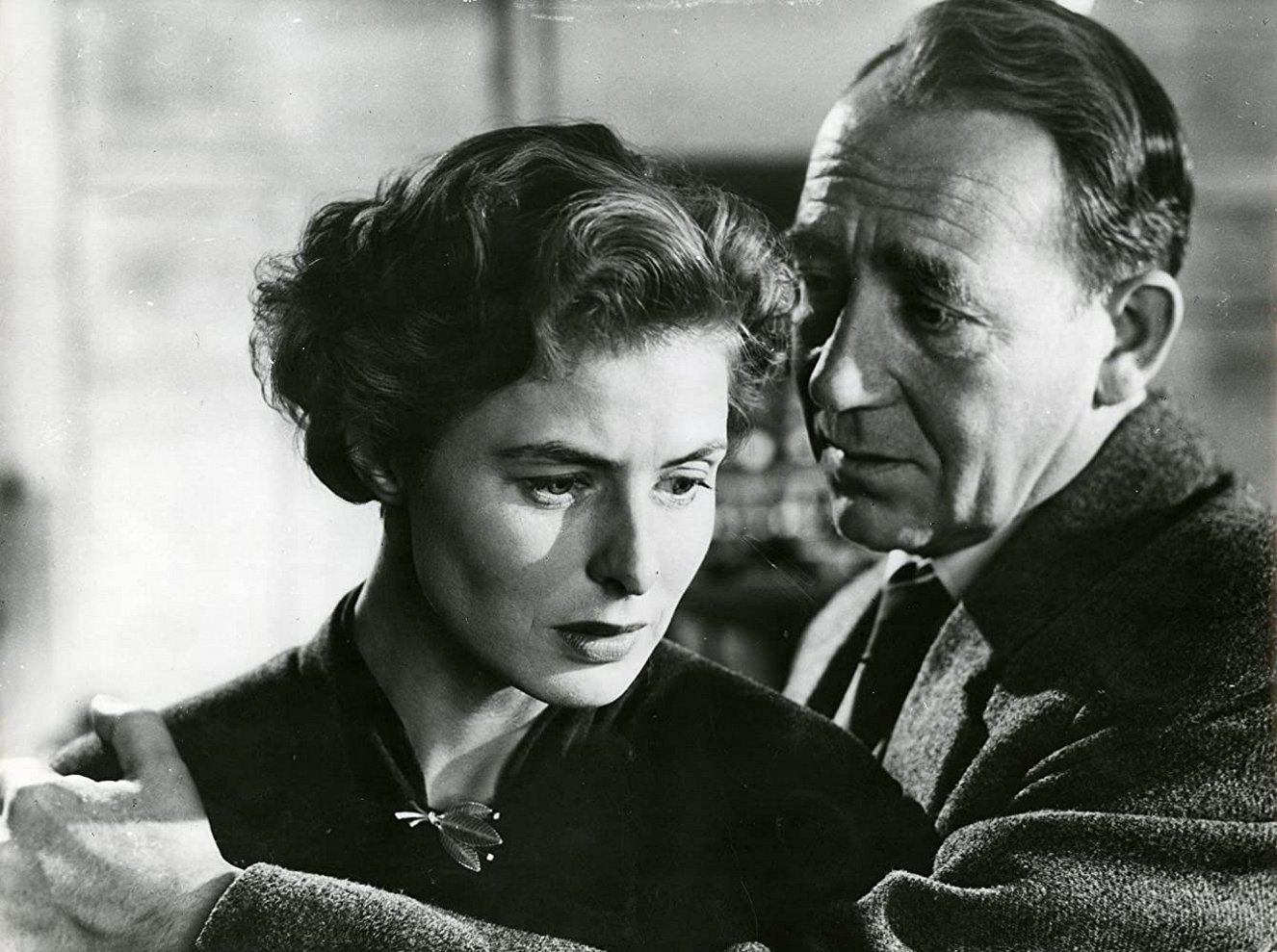
『不安』（1954年）

バーグマンはアメリカ滞在中に目にした、イタリア人映画監督ロベルト・ロッセリーニの2本の映画に深い感銘を受けた。1949年にバーグマンは、自分がいかにロッセリーニの映画を賞賛しているか、いかにロッセリーニ監督作品への出演を望んでいるという内容の手紙をロッセリーニに送った。この縁でバーグマンが主演したロッセリーニ監督作品が、1950年の『ストロンボリ』である。撮影中にバーグマンはロッセリーニに好意を抱くようになった。二人は不倫関係となり、バーグマンはロッセリーニの子供、レナート・ロベルト・ラナルド・ジュスト・ジュゼッペ・ロッセリーニを身篭った:18。
バーグマンとロッセリーニの不倫はアメリカでも大きなスキャンダルとなり、 アメリカ上院議会でも二人の関係が非難されるほどだった。エド・サリヴァンは自身のTV番組エド・サリヴァン・ショウに、聴衆からの出演希望でバーグマンが一位だったにもかかわらず、バーグマンを番組に呼ぼうとはしなかった。
しかしながら、エド・サリヴァン・ショウと同じくらいに人気のあったテレビ番組の司会者スティーヴ・アレン (en:Steve Allen) はバーグマンを自身の番組に出演させた。後にアレンは「私生活をもって芸術活動を断罪するかのような危険な賭けだった」と語っている。伝記作家ドナルド・スポートは、バーグマンが演じた役やキャラクターのイメージを壊さないために「高く自身を律していた」と指摘している。『聖メリーの鐘』では修道女を、『ジャンヌ・ダーク』では聖女を演じたバーグマンは後に「人々は私にジャンヌ・ダルクを重ね合わせ、聖女のような人物だと思っていました。そうではないのです。私はただの女、普通の人間なのです」と語っている:300。
ロッセリーニとのスキャンダルに追われるように、夫リンドストロームと娘ピアを残して、バーグマンはアメリカからイタリアへと戻った。そしてリンドストロームとは離婚が成立し、娘の養育権を巡る争いへと発展していった。バーグマンとロッセリーニは1950年5月24日に結婚した。二人の間には結婚前に生まれたロベルティーノと、1952年に双子の姉妹イゾッタ・イングリッドとイザベラが生まれた。長じてイザベラは女優・モデルに、イゾッタ・イングリッドはイタリア文学者となった。

### 『ストロンボリ』とネオレアリズモ

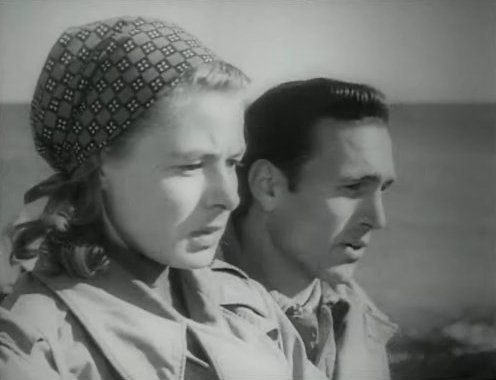
『ストロンボリ』（1950年）

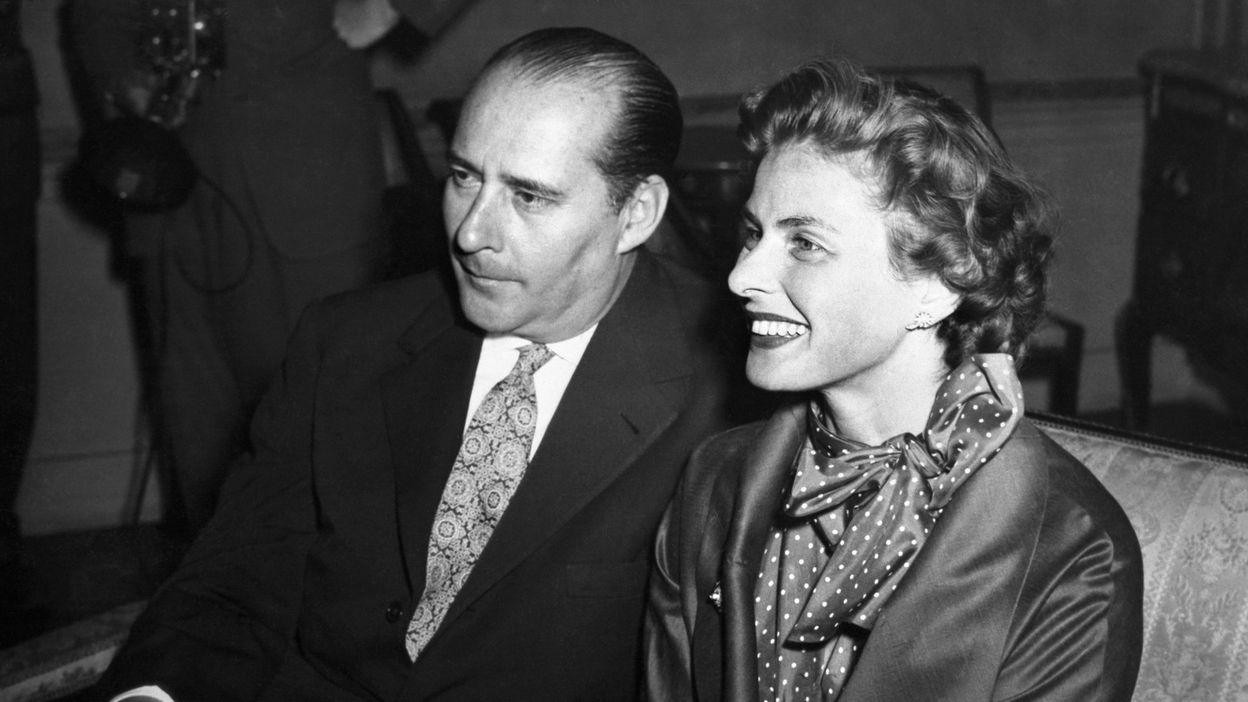
バーグマンとロッセリーニ（1951年）

1950年から1955年にかけて、ロッセリーニはバーグマンを主役とした映画を5本監督した。『ストロンボリ』、『ヨーロッパ一九五一年』、『イタリア旅行』、『火刑台上のジャンヌ・ダルク』、『不安』である。1953年にはオムニバスのドキュメンタリー映画『われら女性』の、ロッセリーニが監督した第三話に映画女優の本人役で出演した:18。ロッセリーニの伝記作家ピーテル・ボンダネッラは、バーグマンとロッセリーニの結婚生活での言葉を巡る意思疎通のトラブルが、ロッセリーニ作品の中核テーマである「倫理的価値観とは無関係な、孤独、品位、高い精神性」をもたらしたのではないかとしている:19。

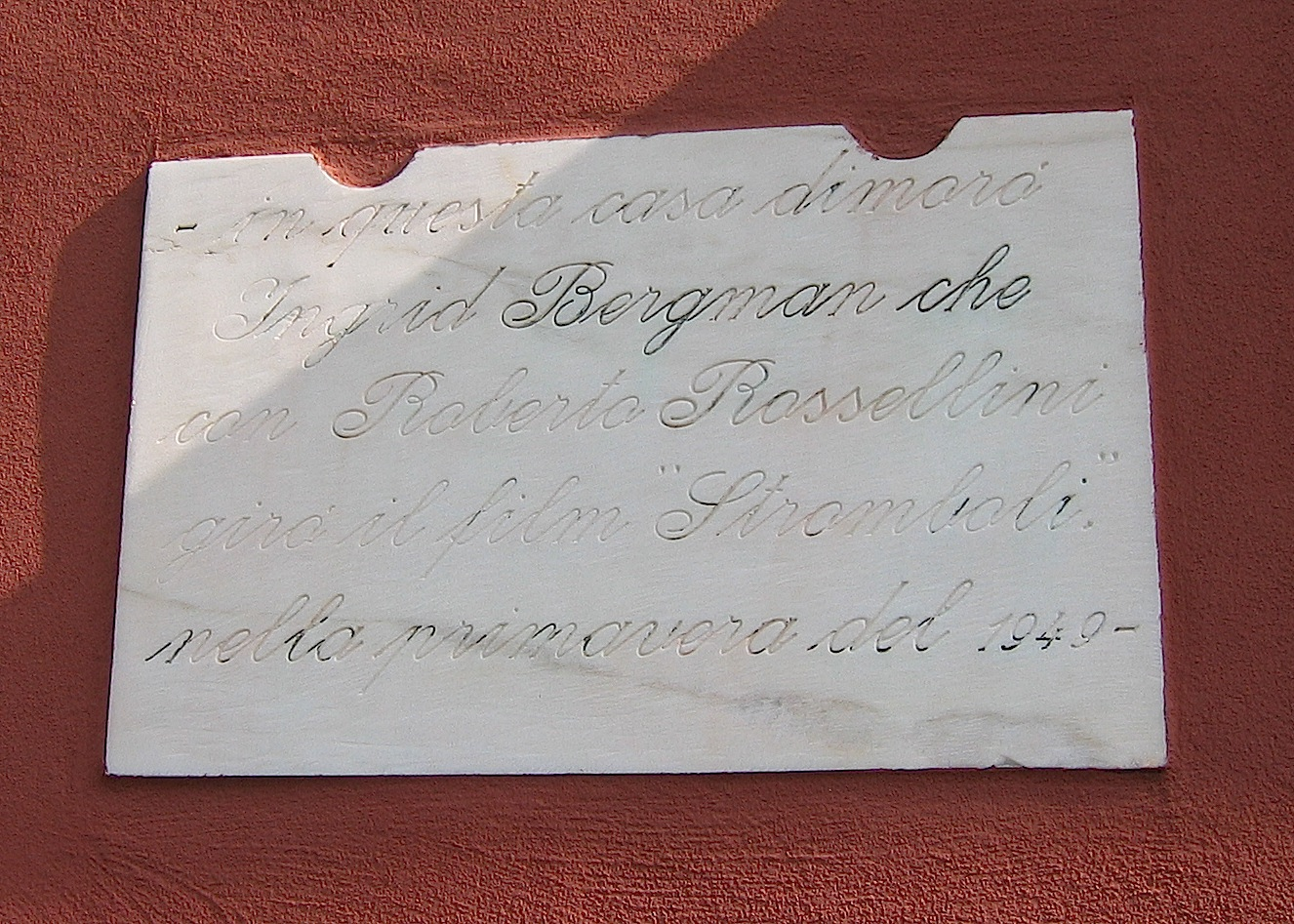
『ストロンボリ』の撮影中に、バーグマンとロッセリーニが同棲していた家に掲げられているメモリアル・プレート。

ロッセリーニは自身の監督作品にセミプロの役者を配することが多く、ネオレアリズモの映画作品へのハリウッド映画スターの起用は、周囲に否定的に捉えられることもあった。バーグマンが最初にロッセリーニの映画に出演したときには「観客の期待を裏切る」演技を求められた。ロッセリーニからの演技指導はなく、バーグマンは「自らの考えで迫真の演技を着想する」ことを余儀なくされた。これはボンダネッラが「内省感を表現した新しい映画」と呼んだスタイルだった:98。ただしバーグマンは、ロッセリーニの「基本的な着想があるだけで、（撮影の進行と共に）ごく僅かずつ考えを深めていく」という手法を撮影前から知っていた:19。
ロッセリーニとの結婚生活がすでに破綻を来たしていた1956年に、バーグマンはジャン・ルノワール監督の『恋多き女』に主演した。『恋多き女』は恋愛コメディ作品で、バーグマンは政治的陰謀に振り回されるポーランドの公爵夫人を演じている。公開当時のこの映画は商業的に成功したとはいえなかったが、徐々にバーグマンの演技がもっとも優れている作品のひとつと見なされるようになっていった。

## 後半生（1957年 - 1982年）

### 『追想』（1956年）

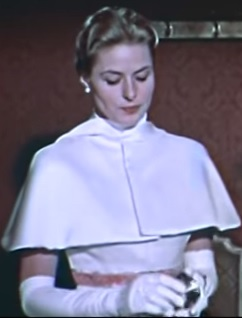
1956年公開の『追想』でアナスタシア・ニコラエヴナを演じる

バーグマンは1956年の映画『追想』でアメリカ映画に復帰し、この作品で2度目のアカデミー主演女優賞を受賞した。この授賞式でバーグマンの代理としてオスカーを受け取ったのは、バーグマンの昔からの友人であるケーリー・グラントだった。
ロッセリーニとの不倫スキャンダルが発覚して以降、バーグマンがハリウッドで大衆の前に初めて姿を見せたのは、1958年度のアカデミー賞授賞式である。旧友ケーリー・グラントからの紹介を受けて作品賞のプレゼンターとしてステージにあがったバーグマンは、観客からのスタンディング・オヴェーションで迎えられた。その後のバーグマンはアメリカ映画とヨーロッパ映画の両方に出演し、ときにはテレビドラマにも出演している。1959年に出演したテレビドラマ『ねじの回転』ではエミー賞を受賞した。また、この時期のバーグマンはいくつかの舞台作品にも出演している。
1957年にロッセリーニと離婚したバーグマンは、1958年12月21日に演劇プロデューサーのラルス・シュミットと結婚したが、1975年に離婚している。シュミットと結婚してからバーグマンの映画出演の本数は減少していたが、1964年の『黄色いロールスロイス』以来5年ぶりになる映画『サボテンの花』で、ウォルター・マッソー、ゴールディ・ホーンと共演している。
バーグマンとロッセリーニとの不倫関係が一大スキャンダルとなったのは、当時のアメリカ合衆国上院議員エドウィン・ジョンソン (en:Edwin C. Johnson) が上院で二人を弾劾する演説を行ったことにも一因があった。その22年後の1972年に同じく上院議員のチャールズ・パーシーが、この演説に関して公式に謝罪の意を示している。また、1973年にバーグマンは、カンヌ国際映画祭の議長に選ばれた。

### 『オリエント急行殺人事件』（1974年）

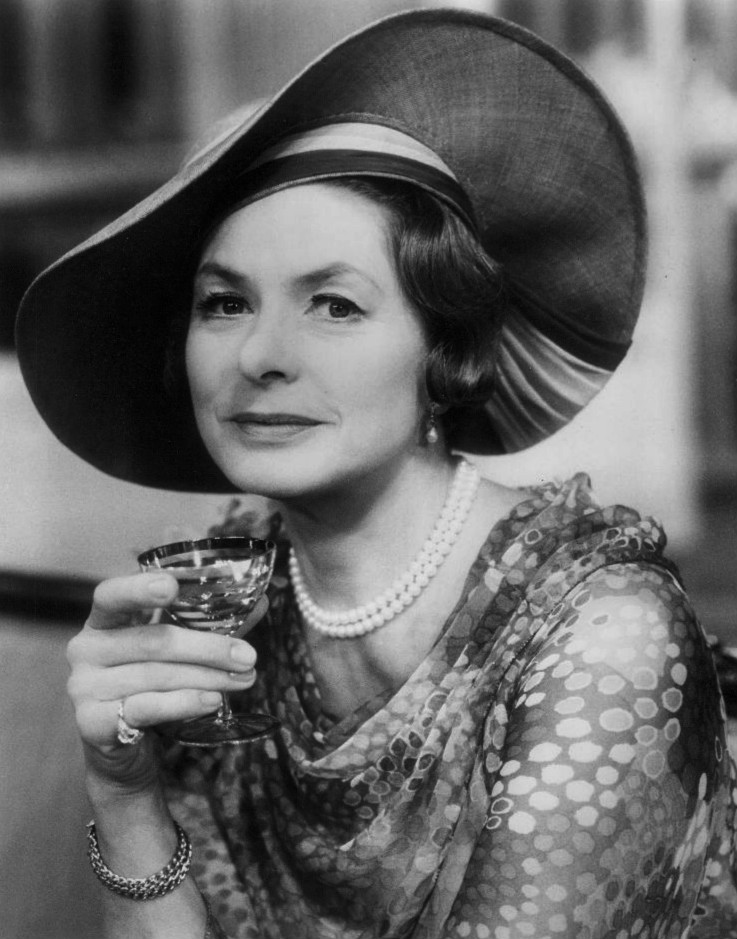
1975年の舞台『貞淑な妻』のバーグマン。

バーグマンは1974年に出演した『オリエント急行殺人事件』でアカデミー助演女優賞を受賞した。合計3つのアカデミー賞を手にしたバーグマンは名実共に最高の女優のひとりとなった。『オリエント急行殺人事件』の監督シドニー・ルメットは、当初バーグマンに重要な役であるドラゴミロフ公爵夫人を打診していた。ルメットはこの役を演じることによって、バーグマンがアカデミー賞を受賞するのは間違いないと確信していた。しかしながらバーグマンは、さほど重要ではないスウェーデン人宣教師グレタ・オルソン役に興味を示した。ルメットはバーグマンが演じた役について、次のように語っている。
バーグマンは母語であるスウェーデン語のほかに、ドイツ人の母親に教わったドイツ語、アメリカ滞在中に覚えた英語、イタリア滞在中に覚えたイタリア語、学校で習ったフランス語を話すことができた。バーグマンはこれらの5カ国語で喋る役を演じたこともあった。『オリエント急行殺人事件』でバーグマンと共演し、『コンスタントワイフ』でバーグマンの演出にも携わったジョン・ギールグッドは、冗談口調で「彼女（バーグマン）は五カ国語を話すことができる。しかしそれらのどの言語でも演技は出来ない。("can't act in any of them")」と語ったことがある。

### 『秋のソナタ』（1978年）
1978年にバーグマンはイングマール・ベルイマン監督のスウェーデン映画『秋のソナタ』に出演した。最後の映画となったこの作品で、バーグマンはリヴ・ウルマン演じる過去に見捨てた娘を訪ねるために、ノルウェーへと旅する裕福なピアニストを演じた。ノルウェーで撮影されたこの『秋のソナタ』で、バーグマンはアカデミー賞に通算7回目のノミネートを受けた。また、バーグマンはアメリカン・フィルム・インスティチュートが、1979年にヒッチコックへ生涯功労賞を授与したときの司会進行役を務めている。

### 『ゴルダと呼ばれた女』（1982年）
1982年にバーグマンは、イスラエルの女性首相ゴルダ・メイアを主人公としたテレビドラマシリーズ『ゴルダと呼ばれた女』の主役のオファーを受けた。この『ゴルダと呼ばれた女』はバーグマンの最後の出演作であり、二度目のエミー賞主演女優賞を受ける作品となった。オファーを受けたバーグマンは当初、世界的な著名人を演じることが想像もつかず、ゴルダ・メイアと自分とでは身長などの容姿があまりに違いすぎるとして出演に難色を示した。バーグマンの娘イザベラ・ロッセリーニは、バーグマンがこのオファーに驚いていたことと、プロデューサーが「大衆は貴女（バーグマン）を信用、信頼しています。それこそが私が求めているものなのです。ゴルダ・メイアも人々から信頼されていた女性だったからです」とバーグマンを説得しようとしたことを紹介し、さらに「そして母はこの言葉に心を動かされました」と語っている。さらにプロデューサーは、ゴルダが「スケールの大きな女性」であり、人々は実際よりもゴルダを長身の人物だと思っていたとしてバーグマンを説き伏せた。バーグマンの伝記作家シャーロット・チャンドラーはこのゴルダ役が「彼女（バーグマン）にとって非常に重要な意味合いをもっていました。イングリッドは第二次世界大戦中にドイツでひどい過ちを犯してしまったという罪悪感に捕らわれ続けていたからです」としている:293。
チャンドラーは「イングリッドの急速な体調悪化は非常に深刻な問題となっていました。イングリッドの命を永らえさせることは不可能でした。彼女が患っていた癌は全身に転移しており、もしイングリッドの病状を本当に知っている人がいたのなら、この作品への出演を止めさせようとしたでしょう」としている。そして完成した『ゴルダと呼ばれた女』を、バーグマンの死後に観た娘のイザベラは次のように語っている。
『ゴルダと呼ばれた女』の撮影中にもバーグマンの病状は悪化していったが、バーグマンが弱音を吐くことも態度に出すこともほとんどなかった。そして『ゴルダと呼ばれた女』が完成してから4カ月後にバーグマンはこの世を去った。『ゴルダと呼ばれた女』で受賞したエミー賞を、バーグマンの代わりに受け取ったのは娘のピアだった:296。

## 死去

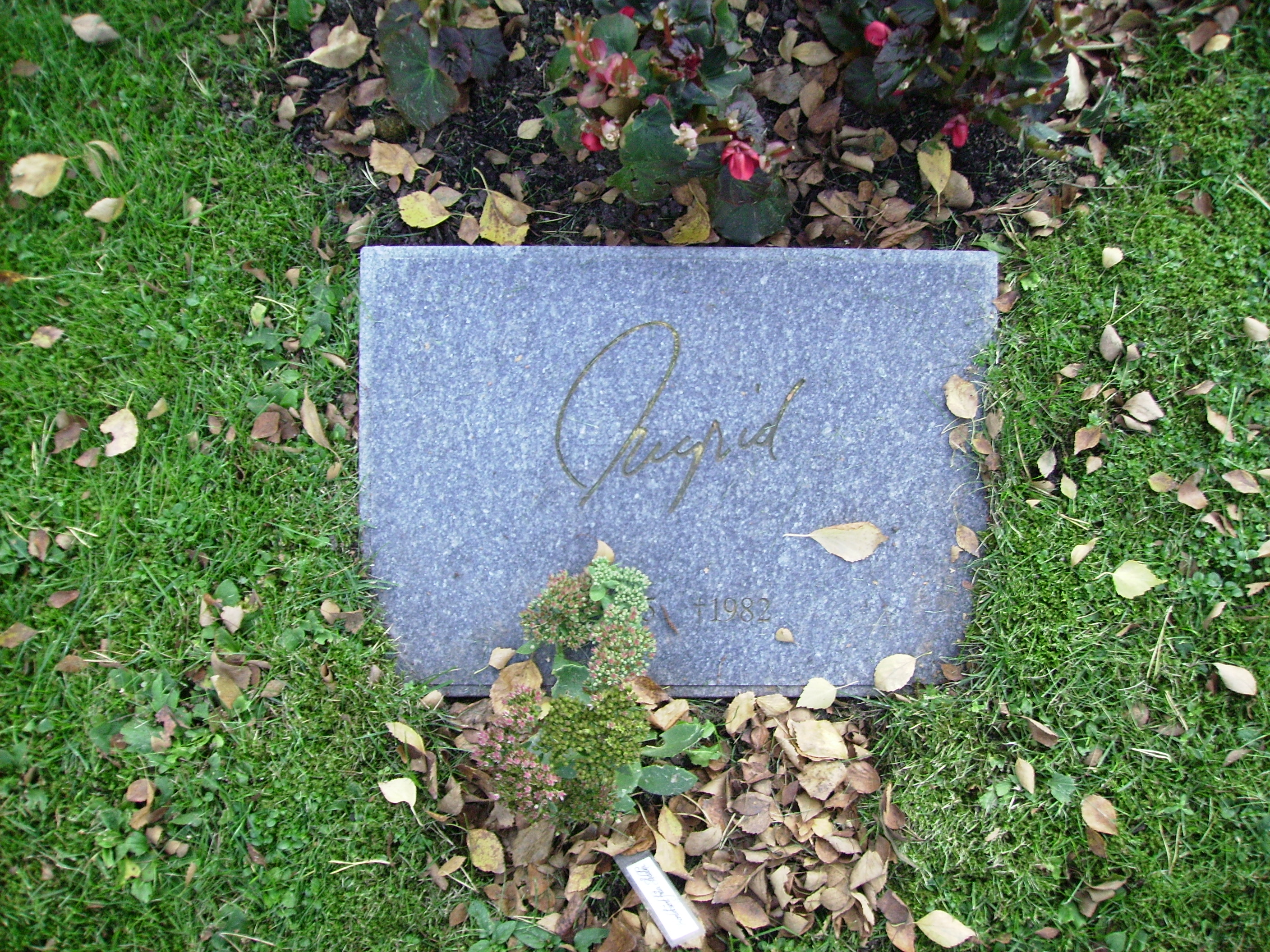
ストックホルム北霊園のバーグマンの墓。

バーグマンは67歳の誕生日に当たる1982年8月29日に、長きにわたる乳がんとの闘病生活の末にロンドンで死去した。遺体はロンドンのケンサル・グリーン霊園で火葬に付され、遺灰がスウェーデンへと送られた。遺灰のほとんどはスウェーデン西海岸のブーヒュースレーン地方の小島にある漁村フヤルバッカ周辺の海に散骨された。この小島は、バーグマンが1958年から死去する1982年まで夏季の多くを過ごした場所だった。海に散骨されなかった遺灰は、ストックホルムの北霊園 (en:Norra begravningsplatsen) の、バーグマンの両親が眠る墓の隣に埋葬された。
バーグマンの伝記作家ドナルド・スポート (en:Donald Spoto) はバーグマンのことを「エンターテインメント史上、もっとも国際的なスターであることは間違いない」としている。5カ国語をあやつって舞台、映画、テレビで活躍し、3つのアカデミー賞など数多くの賞に輝いた名女優だった。レスリー・ハワードと共演した1939年のアメリカでのデビュー作『別離』の公開以来、ハリウッドはバーグマンのことを、メイクアップを必要としない完全に自然体の他に類を見ない女優であると評価してきた。映画評論家ジェームズ・エイジーはバーグマンが「およそ人が想像しえる理想的な女性というだけでなく、彼女は演技というものを根本から理解していた。詩的な優雅さと徹底的な現実主義とを両立させた女優である」と語っている。
バーグマンは背が高く、自然体で、知的な女性であり、スウェーデン出身ではあったが流暢な英語を操った。映画評論家デイヴィッド・トムソン (en:David Thomson (film critic)) はバーグマンが「つねに「本物の」女性であろうと努力していた」とし、多くの映画ファンがバーグマンを次のような女優だとみなしてきた。
バーグマンのハリウッド時代初期の伝記を記事にした『ライフ』誌は「バーグマンの女優としての道のりは順風満帆で」「すべてがうまくいっており、バーグマンにはなにも心配することはなかった」としている。当時のバーグマンは、プロデューサーであるデヴィッド・O・セルズニックが素晴らしい役どころをバーグマンにもたらすマネジメントに十分満足していた。収入の面でもバーグマンは満足しており「私は女優であり、演じることに生きがいを見出しています。決してお金のためではありません」と語っている。『ライフ』誌はさらに「彼女（バーグマン）は、他のあらゆるアメリカ映画の女優よりも多才だった。彼女が演じた役は適応能力と感受性を求められるものばかりで、ほとんどの女優にとって演じることが非常に困難なものだった」としている。
バーグマンは8年間に及ぶがんとの闘病生活を続けながらも女優を止めることはなく、死去する直前に演じたゴルダ・メイア役でも国際的な賞を得た。スポートは「彼女（バーグマン）の精神は、驚くべき優雅さと勇気に満ちていた」と記している。映画監督のジョージ・キューカーは、バーグマンが映画界に果たした貢献についてバーグマンに「私がどれほど貴女のことを敬愛しているかご存知でしょうか、イングリッド。貴女の魅力は一言でいえば自然体であるということです。カメラは貴女の美しさ、演技、そして個性に惚れ込んでいます。映画スターには個性が必要ですが、その意味でも貴女はまさしく大スターといえるでしょう」と語ったことがある:11。ハリウッド・ウォーク・オブ・フェームにはエンターテインメント界に貢献した人物を称える星型のプレートがあるが、バーグマンのプレートもハリウッド大通り6759番地に存在する。
アメリカのフォーク歌手ウディ・ガスリーは、映画『ストロンボリ』でのバーグマンとロッセリーニとの関係を揶揄するエロティック・ソング「イングリッド・バーグマン」を作詞した。ガスリー自身はこの歌をレコーディングすることはなかったがその死後に「イングリッド・バーグマン」が発見され、イギリス人ロック歌手ビリー・ブラッグ (en:Billy Bragg) が曲をつけて、自身のアルバム『マーメイド・アヴニュー』に収録している。

### 自叙伝
1980年にバーグマンは自叙伝『マイ・ストーリー』を出版した。アラン・バージェス (en:Alan Burgess) の協力で書き下ろされたこの自叙伝には、バーグマンの子供時代、女優としてのキャリア初期、ハリウッド時代、そしてロッセリーニとのスキャンダルとそれにまつわる出来事が綴られている。バーグマンがこの自叙伝を書くきっかけとなったのは、もしバーグマンがこのまま自身のことを何も語らないままであれば、噂やインタビューを通じてしかバーグマンのことが知られなくなることを危惧した子供たちの勧めによるものだった。また、ロバート・キャパと不倫関係にあったことが知られるようになったのも、この自叙伝を通じてのことだった。

## 出演作品

### 映画
| 公開年 | 邦題 原題                                                                 | 役名                         | 備考 |
| ------ | ------------------------------------------------------------------------- | ---------------------------- | --- |
| 1932   | Landskamp                                                                 | エキストラ                   | クレジットなし。日本未公開。 |
| 1935   | ムンクブローの伯爵 Munkbrogreven                                          |                              | |
| 1935   | 波濤 Bränningar                                                           |                              | 日本未公開。バーグマン初主演。 |
| 1935   | スウェーデンイェルム家 Swedenhielms                                       |                              | |
| 1935   | ワルプルギスの夜 Valborgsmässoafton                                       | レナ                         | |
| 1936   | 日向で På solsidan                                                        | エヴァ                       | 日本未公開。 |
| 1936   | 間奏曲 Intermezzo                                                         | アニタ・ホフマン             | |
| 1938   | ドル Dollar                                                               |                              | |
| 1938   | 女の顔 En kvinnas ansikte                                                 | アンナ                       | |
| 1938   | 四人の仲間 Die vier Gesellen                                              | マリアンヌ                   | ドイツ映画。日本未公開。 |
| 1939   | 一夜かぎり En enda natt                                                   |                              | |
| 1939   | 別離 Intermezzo: A Love Story                                             | アニタ・ホフマン             | 1936年の『間奏曲』のリメイク。 |
| 1940   | 六月の夜 Juninatten                                                       | カーリン                     | |
| 1941   | 四人の息子 Adam Had Four Sons                                             | エミリー                     | |
| 1941   | 天国の怒り Rage in Heaven                                                 | ステラ                       | |
| 1941   | ジェキル博士とハイド氏 Dr. Jekyll and Mr. Hyde                            | アイヴィー・ピーターソン     | DVD発売時のタイトルは『ジキル博士とハイド氏』                                                                                          |
| 1942   | カサブランカ Casablanca                                                   | イルザ・ラント               | |
| 1943   | アメリカのスウェーデン人 Swedes in America                                | 本人                         | 二巻もののドキュメンタリー。日本未公開。                                                                                               |
| 1943   | 誰が為に鐘は鳴る For Whom the Bell Tolls                                  | マリア                       | アカデミー主演女優賞候補 |
| 1944   | ガス燈 Gaslight                                                           | ポーラ・アルキスト・アントン | アカデミー主演女優賞受賞 |
| 1945   | 聖メリーの鐘 The Bells of St. Mary's                                      | メアリー・ベネディクト       | アカデミー主演女優賞候補 |
| 1945   | 白い恐怖 Spellbound                                                       | コンスタンス・ピーターソン   | |
| 1945   | サラトガ本線 Saratoga Trunk                                               | クリオ                       | |
| 1946   | 汚名 Notorious                                                            | アリシア・ハバーマン         | |
| 1948   | 凱旋門 Arch of Triumph                                                    | ジョアン・マドゥ             | |
| 1948   | ジャンヌ・ダーク Joan of Arc                                              | ジャンヌ・ダルク             | アカデミー主演女優賞候補 |
| 1949   | 山羊座のもとに Under Capricorn                                            | ヘンリエッタ                 | 日本未公開。「ヒッチコックの南回帰線」の題でテレビ放映。2017年12月シネマヴェーラ渋谷での「ヒッチコック監督特集」で特別上映。           |
| 1950   | ストロンボリ Stromboli, terra di Dio                                      | カリン                       | リバイバル公開時の題名は『ストロンボリ 神の土地』。                                                                                    |
| 1952   | ヨーロッパ一九五一年 Europa '51                                           | イレーネ                     | |
| 1953   | イングリッド・バーグマン、バーンズにて Med Ingrid Bergman på Bern         |                              | 帰国した際の映像。2018年12月に国立映画アーカイブでDCP上映。                                                                            |
| 1953   | われら女性 Siamo Donne                                                    | 本人                         | オムニバス映画。第三話「Ingrid Bergman」に出演。                                                                                       |
| 1953   | ロッセリーニ家とのひととき Kort möte med familjen Rossellini              |                              | 「イタリア旅行」の撮影風景などを収める。2018年12月に国立映画アーカイブでDCP上映。                                                      |
| 1954   | イタリア旅行 Viaggio in Italia                                            | キャサリン・ジョイス         | |
| 1954   | 火刑台上のジャンヌ・ダルク Giovanna d'Arco al rogo                        | ジャンヌ・ダルク             | 日本未公開。DVD発売。オネゲルのオラトリオ『火刑台上のジャンヌ・ダルク』の舞台を撮影したもの。                                          |
| 1954   | 不安 La Paura                                                             | イレーネ                     | |
| 1956   | 恋多き女 Elena et les Hommes                                              | エレナ・ソロコフスカ         | |
| 1956   | 追想 Anastasia                                                            | アンナ・コレフ               | アカデミー主演女優賞受賞 |
| 1958   | 無分別 Indiscreet                                                         | アンナ                       | |
| 1958   | 六番目の幸福 The Inn of the Sixth Happiness                               | グラディス・エイルウォード   | |
| 1961   | さよならをもう一度 Goodbye Again                                          | ポーラ・テシエ               | |
| 1964   | 訪れ The Visit                                                            | カーラ                       | |
| 1964   | 黄色いロールス・ロイス The Yellow Rolls-Royce                             | ゲルダ・ミレット             | オムニバス映画。第3話に出演。 |
| 1967   | 刺激 Stimulantia                                                          | マティルダ                   | 日本未公開。オムニバス映画。モーパッサン原作『首飾り』に出演。2018年12月に国立映画アーカイブで、「首飾り」(Smycket)の部分だけDCP上映。 |
| 1969   | サボテンの花 Cactus Flower                                                | ステファニー                 | |
| 1970   | 春の雨の中を A Walk in the Spring Rain                                    | リビー                       | |
| 1973   | クローディアと貴婦人 From the Mixed-Up Files of Mrs. Basil E. Frankweiler | フランクワイラー夫人         | 日本未公開。ビデオ発売。別名『The Hideaways』                                                                                          |
| 1974   | オリエント急行殺人事件 Murder on the Orient Express                       | グレタ・オルソン             | アカデミー助演女優賞受賞 |
| 1976   | ザ・スター A Matter of Time                                               | サンツィアーニ               | 日本未公開。ビデオ発売。 |
| 1978   | 秋のソナタ Höstsonaten                                                    | シャルロッテ                 | アカデミー主演女優賞候補 |

## 受賞
バーグマンはアカデミー賞を3度受賞している。主演女優賞が2回、助演女優賞が1回である。2013年時点で、助演男優賞3回受賞のウォルター・ブレナン、主演男優賞2回、助演男優賞1回受賞のジャック・ニコルソン、主演女優賞2回、助演女優賞1回受賞のメリル・ストリープ、主演男優賞3回受賞のダニエル・デイ＝ルイス、主演女優賞3回受賞のフランシス・マクドーマンドと並んで、アカデミー賞受賞回数としては歴代2位である。歴代1位はキャサリン・ヘプバーンで、主演女優賞を4回受賞している。
| 賞                                   | 年     | 部門                                       | 作品                       | 結果       |
| ------------------------------------ | ------ | ------------------------------------------ | -------------------------- | ---------- |
| ナショナル・ボード・オブ・レビュー賞 | 1941年 | 演技賞                                     | 『天国の怒り』             | 受賞       |
| ナショナル・ボード・オブ・レビュー賞 | 1944年 | 演技賞                                     | 『ガス燈』                 | 受賞       |
| ナショナル・ボード・オブ・レビュー賞 | 1958年 | 女優賞                                     | 『六番目の幸福』           | 受賞       |
| ナショナル・ボード・オブ・レビュー賞 | 1978年 | 女優賞                                     | 『秋のソナタ』             | 受賞       |
| アカデミー賞                         | 1943年 | 主演女優賞                                 | 『誰が為に鐘は鳴る』       | ノミネート |
| アカデミー賞                         | 1944年 | 主演女優賞                                 | 『ガス燈』                 | 受賞       |
| アカデミー賞                         | 1945年 | 主演女優賞                                 | 『聖メリーの鐘』           | ノミネート |
| アカデミー賞                         | 1948年 | 主演女優賞                                 | 『ジャンヌ・ダーク』       | ノミネート |
| アカデミー賞                         | 1956年 | 主演女優賞                                 | 『追想』                   | 受賞       |
| アカデミー賞                         | 1975年 | 助演女優賞                                 | 『オリエント急行殺人事件』 | 受賞       |
| アカデミー賞                         | 1978年 | 主演女優賞                                 | 『秋のソナタ』             | ノミネート |
| ゴールデングローブ賞                 | 1944年 | 主演女優賞 (ドラマ部門)                    | 『ガス燈』                 | 受賞       |
| ゴールデングローブ賞                 | 1945年 | 主演女優賞 (ドラマ部門)                    | 『聖メリーの鐘』           | 受賞       |
| ゴールデングローブ賞                 | 1956年 | 主演女優賞 (ドラマ部門)                    | 『追想』                   | 受賞       |
| ゴールデングローブ賞                 | 1958年 | 主演女優賞 (ドラマ部門)                    | 『六番目の幸福』           | ノミネート |
| ゴールデングローブ賞                 | 1958年 | 主演女優賞（ミュージカル・コメディ部門）   | 『無分別』                 | ノミネート |
| ゴールデングローブ賞                 | 1969年 | 主演女優賞（ミュージカル・コメディ部門）   | 『サボテンの花』           | ノミネート |
| ゴールデングローブ賞                 | 1978年 | 主演女優賞 (ドラマ部門)                    | 『秋のソナタ』             | ノミネート |
| ゴールデングローブ賞                 | 1982年 | 主演女優賞（ミニシリーズ・テレビ映画部門） | 『ゴルダと呼ばれた女』     | 受賞       |
| ニューヨーク映画批評家協会賞         | 1946年 | 主演女優賞                                 | 『白い恐怖』               | 受賞       |
| ニューヨーク映画批評家協会賞         | 1956年 | 主演女優賞                                 | 『追想』                   | 受賞       |
| ニューヨーク映画批評家協会賞         | 1978年 | 主演女優賞                                 | 『秋のソナタ』             | 受賞       |
| トニー賞                             | 1947年 | 演劇主演女優賞                             | 『ロレーヌのジャンヌ』     | 受賞       |
| ナストロ・ダルジェント賞             | 1951年 | 外国人女優賞                               | 『ストロンボリ』           | 受賞       |
| ナストロ・ダルジェント賞             | 1953年 | 主演女優賞                                 | 『ヨーロッパ一九五一年』   | 受賞       |
| ヴェネツィア国際映画祭               | 1952年 | 女優賞                                     | 『ヨーロッパ一九五一年』   | 受賞       |
| ダヴィッド・ディ・ドナテッロ賞       | 1957年 | 外国女優賞                                 | 『追想』                   | 受賞       |
| ダヴィッド・ディ・ドナテッロ賞       | 1979年 | 外国女優賞                                 | 『秋のソナタ』             | 受賞       |
| 英国アカデミー賞                     | 1958年 | 外国女優賞                                 | 『六番目の幸福』           | ノミネート |
| 英国アカデミー賞                     | 1974年 | 助演女優賞                                 | 『オリエント急行殺人事件』 | 受賞       |
| エミー賞                             | 1960年 | 主演女優賞（ミニシリーズ/テレビ映画部門）  | 『ねじの回転』             | 受賞       |
| エミー賞                             | 1961年 | 主演女優賞（ミニシリーズ/テレビ映画部門）  | 『哀愁のモンテカルロ』     | ノミネート |
| エミー賞                             | 1982年 | 主演女優賞（ミニシリーズ/テレビ映画部門）  | 『ゴルダと呼ばれた女』     | 受賞       |
| セザール賞                           | 1976年 | 名誉賞                                     | -                          | 受賞       |
| 全米映画批評家協会賞                 | 1978年 | 主演女優賞                                 | 『秋のソナタ』             | 受賞       |
| ロサンゼルス映画批評家協会賞         | 1978年 | 主演女優賞                                 | 『秋のソナタ』             | 次点       |

## オマージュ

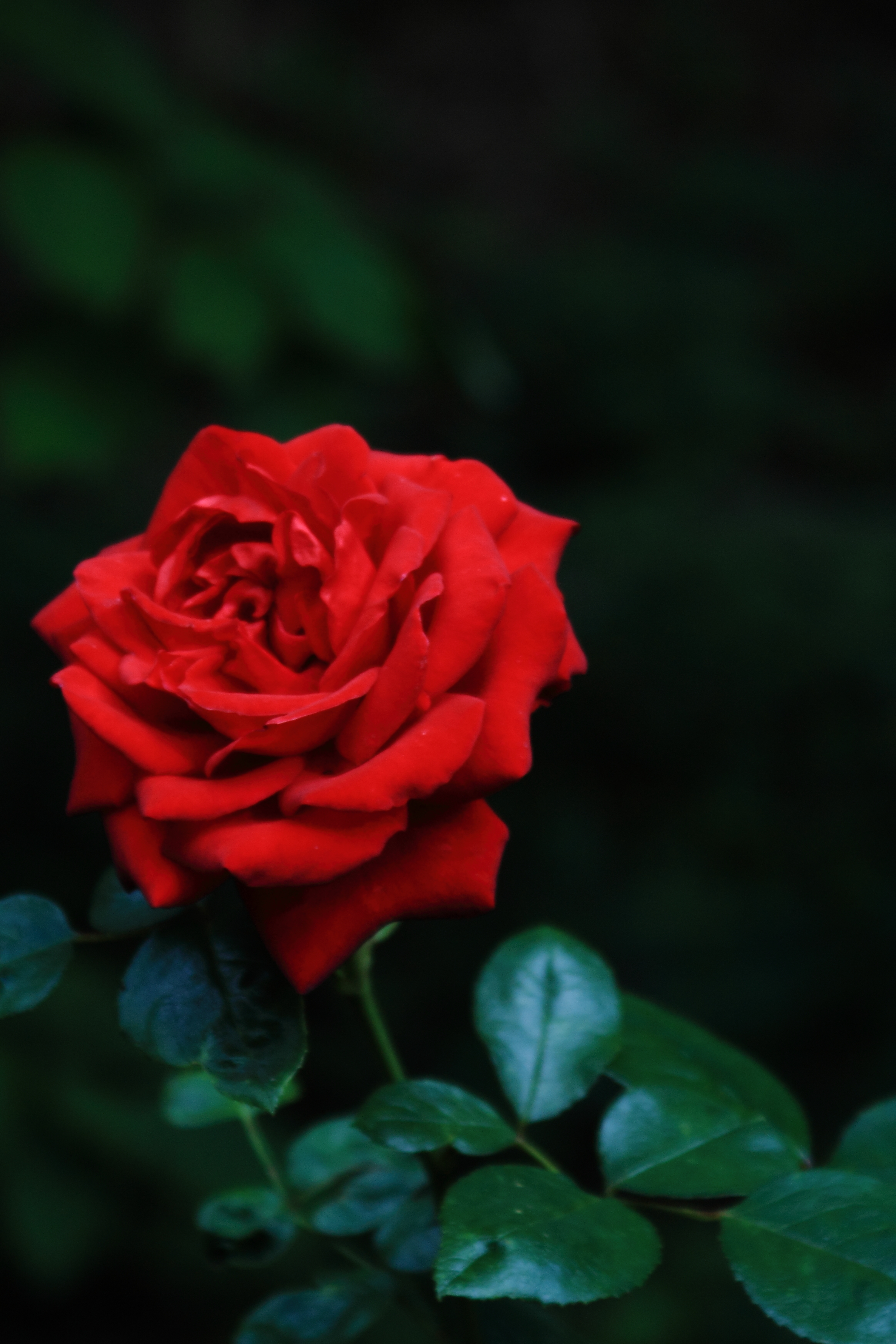
バラの園芸品種イングリッド・バーグマン

イングリッド・バーグマンと名付けられたバラの園芸品種が、1984年にデンマークのポールセンにより品種登録された。系統はハイブリッド・ティーで、樹形は半横張り性であり、花は緋赤色の半剣弁高芯咲き微香、四季咲きである。世界バラ会議殿堂入りのバラとして2000年に殿堂入り登録された。

### 日本語関連文献
- 筈見有弘・福田千秋責任編集『イングリッド・バーグマン：生きて恋して演技して』（シネアルバム48、芳賀書店、1977年）
- 筈見有弘編『大女優の一生：イングリッド・バーグマン』（SCREEN Pictorial、近代映画社、1983年）
- 『イングリッド・バーグマン&グレース・ケリー：永遠の2大クール・ビューティーズ』（スクリーン・デラックス、近代映画社、2002年）

### ドキュメンタリー映画
- 「イングリッド・バーグマン～愛に生きた女優～」（JAG AR INGRID/INGRID BERGMAN IN HER OWN WORDS）スティーグ・ビョークマン監督（2015年）

### 伝記、出演作
- イングリッド・バーグマン - allcinema
- イングリッド・バーグマン - KINENOTE
- Ingrid Bergman - IMDb（英語）
- Ingrid Bergman - インターネット・ブロードウェイ・データベース（英語）
- Ingrid Bergman - TCM Movie Database（英語）
- TCM Confidential: Ingrid Bergman

### 公式サイト
- Ingrid Bergman site run by CMG
- Ingrid Bergman Collection at Wesleyan University

### インタビュー
- 1943 New York Times Interview
- Larry King transcript with Ingrid Bergman's daughters on the 60th anniversary of Casablanca
- Excerpt from Isabella Rossellini's Some of Me that describes Ingrid Bergman's passion for cleaning

### 映像
- clip from Intermezzo, 1936 Swedish version
- clip from Intermezzo, 1939 U.S. version
- clip from Casablanca
- clip from Gaslight
- clip from Notorious
- clip from Joan of Arc
- （フランス語） Television interview by Radio-Canada reporter Judith Jasmin on 15 July 1957
- （フランス語） Television interview on JT 20H on 22 February 1959
- （フランス語） Television interview by France Roche on Cinépanorama on 19 November 1960

### 音声
- Radio rich media may be found in the radio credits table.
- Ingrid Bergman's Spoken Word Version of The Pied Piper of Hamelin
- Audio Recording of Ingrid Bergman in the NY Production of More Stately Mansions (1967) (Adobe Flash)